# Eddie Lowery

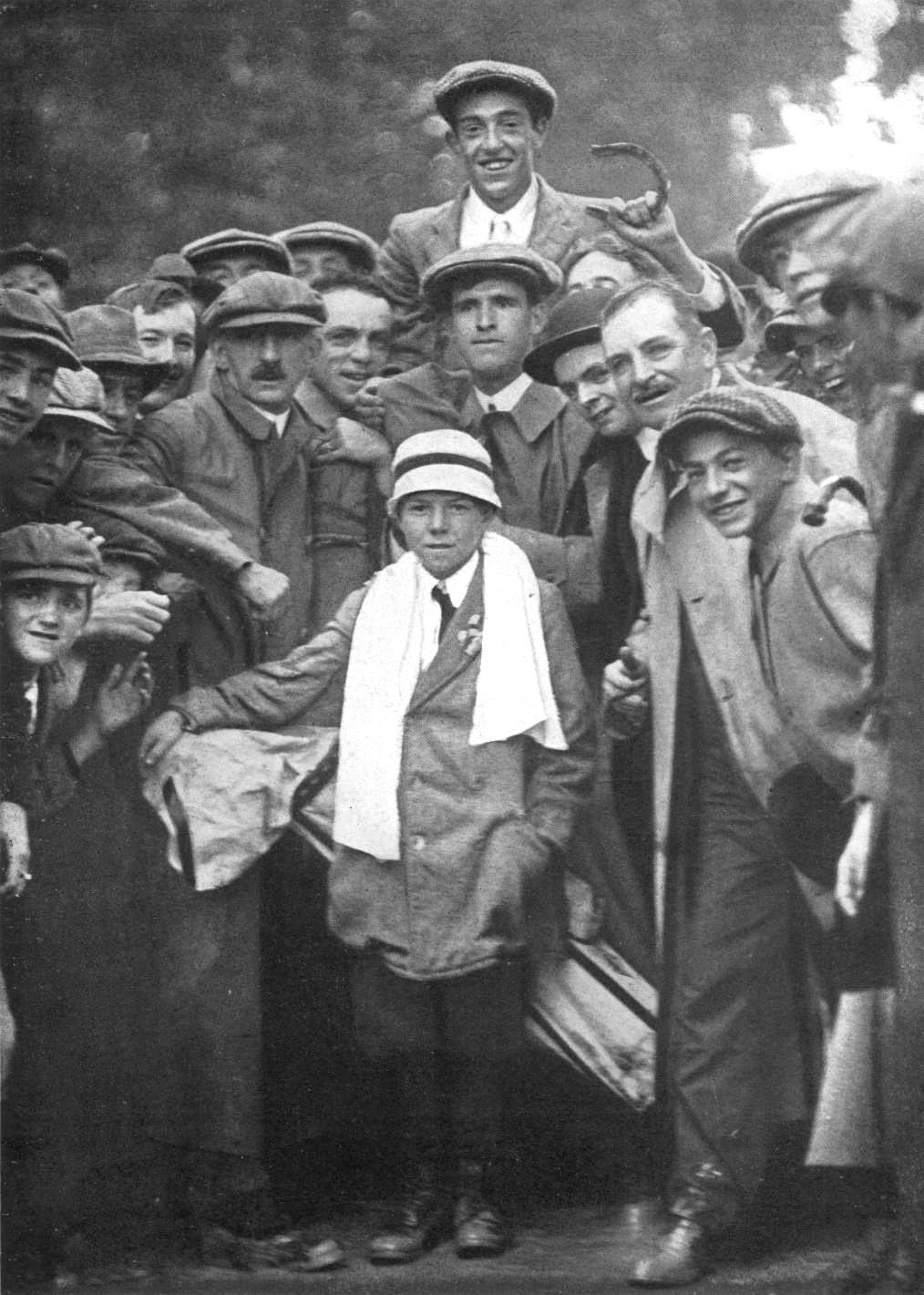
Eddie Lowery à frente da multidão que carregava Ouimet em 1913

Eddie Lowery (1903 – 1984) foi um caddie, golfista amador e comerciante estadunidense.  Ele era o segundo filho de uma família de sete e cuja mãe precisava de dois empregos para sustentá-los.  Graças ao seu irmão mais velho, Eddie iniciou seu trabalho de caddie no The Country Club, ganhando 25 cents por partida.
Eddie é mais conhecido por ter sido o caddie de 10 anos de idade de Francis Ouimet durante o U.S. Open de golfe de 1913, que ocorreu em Brookline, Massachusetts, e no qual Ouimet venceu em um playoff (jogo de desempate). Uma fotografia icônica de Lowery e Ouimet andando pelo campo de golfe juntos é uma das mais memoráveis na história do golfe estadunidense. Foi usada como o logotipo da celebração do centenário da Associação de golfe dos EUA; aparece também na capa do conto de Mark Frost sobre o U.S. Open de 1913, intitulado The Greatest Game Ever Played, o qual gerou o filme The Greatest Game Ever Played; a foto inspirou uma estátua memorial em Brookline.
Lowery e Ouimet permaneceram amigos por toda a vida e quando Ouimet morreu em 1967, Lowery foi um dos que carregaram seu caixão funerário.
O segundo filho numa família de sete, Lowery cresceu em Newton, Massachusetts. Mudou-se para São Francisco na California e patrocinou a carreira amadora de Ken Venturi (campeão do U.S. Open de 1964) e de E. Harvie Ward Jr. (campeão do U.S. Amador em 1955 e 1956). Lowery jogava no Lincoln Park em São Francisco.
Ele se tornou um multi-milionário como negociante de carros em São Francisco. Gostava de patrocinar jovens golfistas amadores, como dois de seus funcionários: Venturi and Ward. Em 1956, ele arranjou um jogo entre esses dois amadores e dois profissionais, Ben Hogan e Byron Nelson, um amigável jogo de quatro bolas no Cypress Point Club. Os amadores jogaram firme, mas os profissionais venceram a partida, 1-up. Venturi anos depois falou a um jornal: "Foi o melhor golfe que já vi."